# ذلب نحيل
ذلب نحيل (الاسم العلمي:Sansevieria gracilis) هو نوع من النباتات يتبع جنس الذلب من الفصيلة الهليونية.